# Gerhard Hanappi

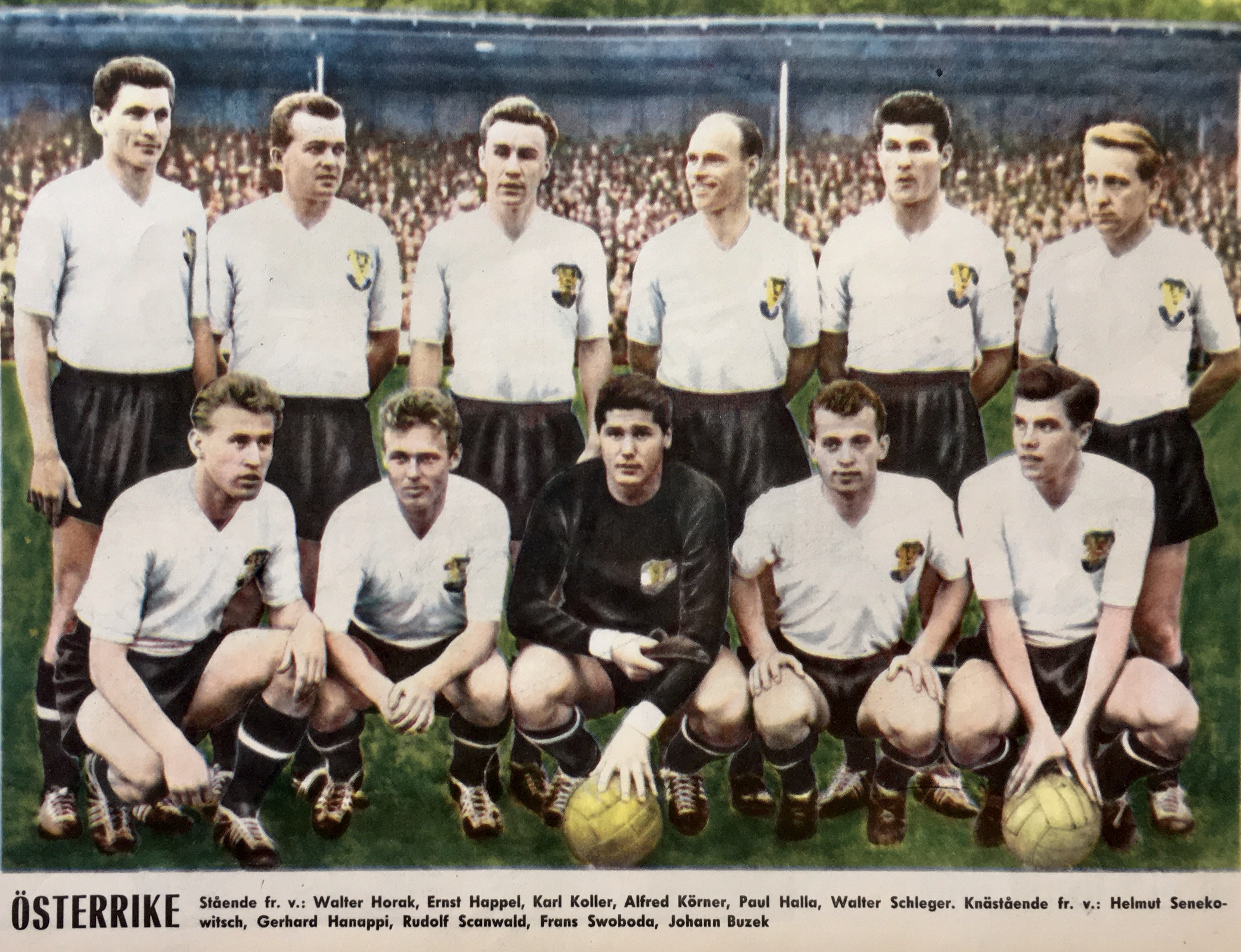
Österrikes landslag från 1958 med följande spelare – stående från vänster: Walter Horak, Ernst Happel, Karl Koller, Alfred Körner, Paul Halla, Walter Schleger; knästående från vänster: Helmut Senekowitsch, Gerhard Hanappi, Rudolf Szanwald, Franz Swoboda och Johann Buzek.

Gerhard Hanappi, född 16 februari 1929 i Wien, död 23 augusti 1980 i Wien, var en österrikisk fotbollsspelare och arkitekt.
Hanappi var en av Österrikes bästa fotbollsspelare under 1950-talet och deltog i VM i Schweiz 1954 då Österrike tog VM-brons, Österrikes bästa resultat i VM någonsin. Efter fotbollskarriären arbetade Hanappi som arkitekt och ritade Weststadion, som efter hans död 1980 döptes om till Gerhard-Hanappi-Stadion.

## Meriter
- 93 A-landskamper för Österrikes fotbollslandslag
- VM i fotboll: 1954
  - VM-brons 1954
- Österrikisk mästare
- Österrikisk cupmästare